# Колібрі-плямохвіст білобокий
Колібрі-плямохвіст білобокий (Oreotrochilus leucopleurus) — вид серпокрильцеподібних птахів родини колібрієвих (Trochilidae). Мешкає в Андах.

## Опис

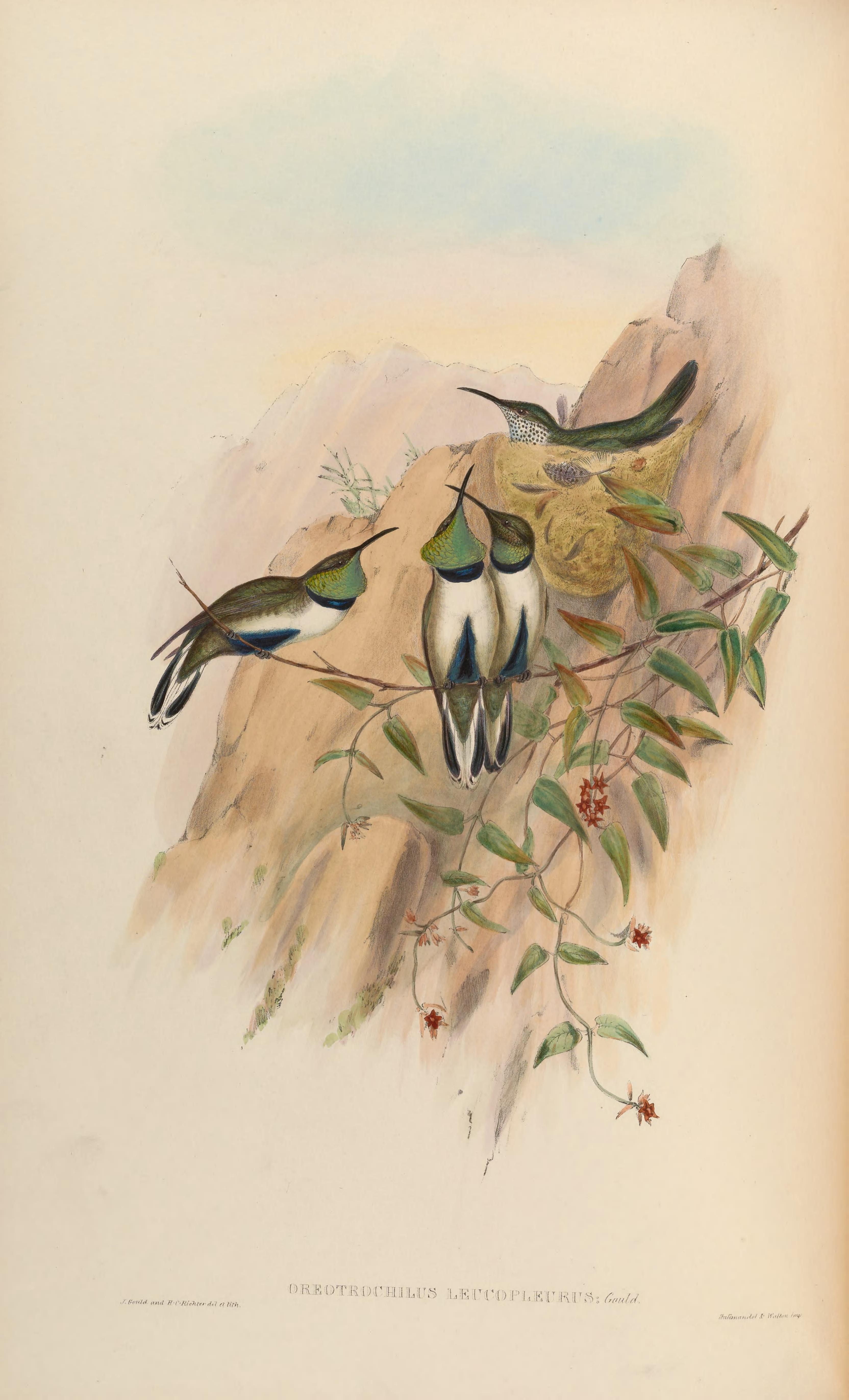
Білобокі колібрі-плямохвости

Довжина птаха становить 13-15 см, вага 7,9-8,4 г. У самців верхня частина тіла тьмяно-сірувато-коричнева. На горлі блискуча зелена пляма, знизу окаймлена чорною смугою, решта нижньої частини тіла біла з характерною синювато-чорною смугою по центру. Хвіст бронзово-чорний, крайні стернові пера біля основи білі. Дзьоб середньої довжини, чорний, дещо вигнутий. Загалом самці білобокого колібрі-плямохвоста є дуже схожими на самців андійського колібрі-плямохоста, однак смуга на животі у них чорна, а не руда, а хвіст коротший, більш округлий і широкий.
Самиці мають переважно тьмяно—сірувато-коричнювате забарвлення, нижня частина тіла у них помітно світліша. Горло у них бліде, поцятковане дрібними темними плямками. Хвіст зеленувато-чорний, три або чотири крайні пари стернових пер мають білі кінчики і основи. Молоді птахи мають більш сіре забарвлення, ніж дорослі птахи. Загалом самиці і молоді білобокі колібрі-плямохвости схожі на самиць андійського колібрі-плямохоста, однак хвости у них більш білі.

## Поширення і екологія
Білобокі колібрі-плямохвости мешкають на півдні Болівії (Тариха), в Чилі (на південь до Біобіо) і Аргентині (на південь до провінції Санта-Крус). Вони живуть на високогірних луках Пуна, порослих чагарниками, кактусами і пуйями, на висоті від 1200 до 4000 м над рівнем моря, іноді до снігової лінії. Південні чилійські популяції взимку мігрують до Аргентини, однак на півночі цієї країни птахи здійснюють лише висотні міграції, переміщуючись в долини. В болівійському департаменті Кочабамба взимку (з червня по жовтень) птахи спостерігалися на висоті 400 м над рівнем моря.
Білобокі колібрі-плямохвости живляться нектаром різноманітних квітучих чагарників, кактусів і дерев, а також комахами, яких збирають з рослинності або ловлять в польоті. При живленні вони чіпляються лапами за суцвіття. Гніздування у білобоких колібрі-плямохвостів відбувається в листопаді-грудні. Гніздо відносно велике, чашоподібне, прикріплюється до ветикальної скелі в захищеному місці. В кладці 2 яйця.